# Religión en Canción de hielo y fuego
La religión aparece muy a menudo en la serie de novelas de fantasía Canción de hielo y fuego del escritor George R. R. Martin. La más extendida en el momento en el que suceden los hechos de las novelas es la fe en los Siete pero hay otras menos importantes en diferentes zonas del continente de Poniente y en otras partes del mundo: los Antiguos Dioses, el Dios Ahogado, Madre Rhoyne, R'hllor y la fe en los Otros.

## Poniente

### Fe de los Siete
La Fe de los Siete es la religión imperante en los Siete Reinos de Poniente. La Fe fue llevada por los invasores Ándalos cuando llegaron a Poniente, dicha religión reemplazó progresivamente a la fe en los Antiguos Dioses, que aún perdura en el Norte. La Fe posee su propio texto sagrado, La estrella de siete puntas.
La Fe está fuertemente arraigada en las leyes y la cultura de Poniente, castigando el adulterio, las apuestas o el incesto. Encargados de la difusión de la Fe son los septones y septas, que están bajo la autoridad del Septón Supremo, máximo dirigente de la Fe y que es nombrado por un cónclave de septones, denominados Máximos Devotos. La sede oficial de la Fe se halla en el Gran Septo de Baelor, un gran septo construido por el rey Baelor I Targaryen en Desembarco del Rey.
Antaño, la Fe poseía dos órdenes militares, cada una encargada de la defensa y promulgación de la Fe. La primera orden era la Fe Militante, caballeros que renuncian a poseer títulos, riquezas o esposas. La segunda orden eran los Clérigos Humildes, plebeyos que se encargaban de proporcionar protección a los peregrinos. Ambas órdenes fueron disueltas durante el reinado de Jaehaerys I el Conciliador, como forma de poner fin a la Rebelión de la Fe Militante, que se oponía a las prácticas incestuosas y bígamas de los miembros de la Casa Targaryen. 200 años después, durante la Regencia de Cersei Lannister, la Fe Militante fue restaurada como una forma de que el Gorrión Supremo otorgara su bendición al reinado de Tommen Baratheon.
La Fe adora a siete deidades, cada una relacionada con un aspecto distinto, al cual los fieles adoran según necesitan guía o protección. Cada uno de estos siete miembros posee una personificación, exceptuando al Desconocido.
- Padre: Representa el buen juicio y la justicia. Se personifica como un hombre de mediana edad con barba que porta una balanza.

- Madre: Representa el hogar maternal, la buena crianza, la misericordia y el afecto. Se la personifica como una mujer de mediana edad en actitud protectora.

- Doncella: Representa la inocencia, la castidad y la pureza de la juventud. Se la personifica como una bella joven.

- Vieja: Representa la sabiduría y el respeto a la tradición. Se la personifica como una anciana que porta una linterna.

- Guerrero: Representa la fuerza y el valor en la batalla. Es personificado como un guerrero que viste armadura y porta una espada.

- Herrero: Representa los oficios y valores, siendo el patrón de los gremios y artesanos. Se lo personifica como un herrero que porta un martillo.

- Desconocido: Representa la muerte y lo transmundano. Su personificación y presencia se considera de mal augurio, por lo que es discriminado y su adoración no está bien vista. Los forajidos lo consideran su patrón.

### Antiguos Dioses
Los Antiguos Dioses es el nombre que recibe la religión practicada por los Hijos del Bosque y que luego heredarían los Primeros Hombres cuando invadieron Poniente. Con la llegada de los Ándalos, la Fe de los Siete reemplazó a los Antiguos Dioses como la fe dominante en los Siete Reinos, exceptuando en el Norte y en pequeños reductos al sur del Cuello.
La fe de los Antiguos Dioses es una fe animista, que rinde culto a los espíritus que se hallan en todo lo que hay en la naturaleza. Cuando los Hijos del Bosque habitaban en todo el continente, existían los denominados verdevidentes, humanos capaces de comunicarse con los espíritus y de introducirse en la mente de los animales. En la obra no se mencionan ritos ni plegarias, pero se habla de que existían sacrificios de sangre, prohibidos antes de la llegada de los Targaryen.
En el culto no existen sacerdotes, cánticos, rezos, templos o textos, pero sí que se rinde culto a los arcianos, antiquísimos árboles que se consideran personificaciones de los propios dioses.
Si bien el culto a los Antiguos Dioses ya no es practicado en la mayor parte de los Siete Reinos, algunas de sus costumbres sí que quedaron arraigadas dentro de la cultura y moral de la sociedad de Poniente. La religión condenaba duramente la trata de esclavos o el asesinato de familiares, ofensas terriblemente graves para su sociedad. De esta fe se hereda también la práctica de las Leyes de la Hospitalidad, por las cuales toda aquella persona a la que se ofrece cobijo y comida en su hogar queda bajo la protección del anfitrión.

### Dios Ahogado
El Dios Ahogado es la deidad venerada en las Islas del Hierro. El culto al Dios Ahogado sirve como base de la cultura y forma de vida de los Hombres del Hierro. Según esta fe, el Dios Ahogado hizo surgir las Islas del Hierro creando a sus habitantes para violar, saquear y conquistar.
El culto al Dios Ahogado se remonta a antes de la llegada de los Ándalos. Cuando éstos llegaron a las Islas del Hierro no impusieron la Fe de los Siete, como habían hecho en el resto de Poniente, sino que adoptaron su fe; de esa forma, coexistieron ambas religiones, aunque no siempre de forma pacífica. Algunos Reyes de las Islas del Hierro, como los miembros de la Casa Hoare, practicaban la Fe de los Siete y se oponían a las Antiguas Costumbres.
Los Hombres del Hierro consideran que el origen de sus islas se remonta al Dios Ahogado, y que ésta sirve de sustento para las denominadas Antiguas Costumbres, las que hicieron de la piratería y el saqueo el modo de vida de los Hombres del Hierro. Si bien las Antiguas Costumbres son practicadas por muchos de ellos, la práctica fue prohibida por Aegon el Conquistador cuando tomó las islas.
El culto no posee templos, pero sí sacerdotes que reciben el nombre de Hombres Ahogados. Estos sacerdotes practican un estilo de vida asceta y portan cantimploras llenas de agua de mar con el que bendicen a los fieles. Los sacerdotes son quienes practican también el ritual del ahogamiento, un ritual tanto punitivo como religioso. Este ritual se practica como método de ejecución, siendo un tributo que los sacerdotes realizan al Dios Ahogado. Por otra parte, los que se inician en la fe son ahogados en agua de mar, aunque otros simplemente vierten agua marina sobre su cabeza.

## Essos

### R'hllor
R'hllor, también conocido como el Señor de la Luz, es un culto especialmente popular en el continente de Essos. Cuenta con unos pocos adeptos en Poniente, siendo su fiel más conocido el autoproclamado Rey de los Siete Reinos Stannis Baratheon, quien aparentemente adoptó la fe de R'hllor influenciado por la sacerdotisa Melisandre. Su símbolo es un gran corazón rojo rodeado de llamas.
Esta religión posee una visión dualista y maniqueísta del mundo. R'hllor, el portador de la luz, se enfrenta en un duelo eterno y antagónico al Gran Otro, dios del frío y la muerte cuyo nombre no debe ser jamás pronunciado. Este duelo solo finalizará cuando Azor Ahai, una figura mesiánica y legendaria que en los albores de la humanidad la salvó del Gran Otro, esgrima la espada Dueña de Luz y resucite a los dragones convertidos en piedra. La sacerdotisa Melisandre defiende que Azor Ahai es el mismo Stannis Baratheon.
Los sacerdotes de R'hllor son denominados Sacerdotes Rojos debido a las túnicas carmesí que visten. Los templos de R'hllor son abundantes en Essos. Su principal diferenciación respecto a los demás templos es que los niños son entregados como esclavos al templo para que en el futuro sean los nuevos sacerdotes; dichos templos también poseen prostitutas y guerreros que los protegen.
Tras la muerte de Stannis Baratheon en la serie, Melisandre duda de la existencia de R'hllor debido a que ella había visto en el fuego el renacimiento de Azor Ahai en la figura de Stannis. Posteriormente, Melisandre vuelve a tener visiones sobre el futuro por venir, en donde ve el logo de los Stark en Invernalia nuevamente. Tras la derrota de Ramsay Nieve, quien había usurpado e invadido Invernalia, Melisandre llega a la conclusión de que en realidad Azor Ahai es Jon Snow.
- Datos: Q6105088